# Катастрофа Boeing 737 возле Джакарты (2018)
Катастрофа Boeing 737 возле Джакарты (2018) — крупная авиационная катастрофа, произошедшая 29 октября 2018 года. Авиалайнер Boeing 737 MAX 8 авиакомпании Lion Air выполнял плановый внутренний рейс JT-610 по маршруту Джакарта—Панкалпинанг, но через 11 минут после взлёта рухнул в Яванское море в 15 километрах от западного побережья острова Ява. Погибли все находившиеся на его борту 189 человек — 181 пассажир и 8 членов экипажа.
Катастрофа рейса 610 стала первой в истории самолёта Boeing 737 серии MAX 8 и крупнейшей (по количеству погибших) катастрофой в истории собственно Boeing 737 (до этого крупнейшей катастрофой этого самолёта была катастрофа в Мангалуре, 158 погибших).
После второй катастрофы Boeing 737 MAX 8, произошедшей менее чем через 6 месяцев, полёты самолётов данного типа были временно приостановлены во всех странах до выяснения причин катастрофы.

## Самолёт
Boeing 737 MAX 8 (регистрационный номер PK-LQP, заводской 43000, серийный 7058) был выпущен в 2018 году (первый полёт совершил 30 июля). 13 августа того же года был передан авиакомпании Lion Air. Его пассажировместимость составляла от 162 до 210 пассажиров. Оснащён двумя турбовентиляторными двигателями CFM International LEAP-1B. На день катастрофы совершил 443 цикла «взлёт-посадка» и налетал 895 часов.

## Экипаж и пассажиры
Состав экипажа рейса JT-610 был таким:
- Командир воздушного судна (КВС) — 31-летний Бхавье Сунейя (англ. Bhavye Suneja), индиец. Опытный пилот, проработал в авиакомпании Lion Air 7 лет и 6 месяцев (с 25 апреля 2011 года). Налетал 6028 часов, 5176 из них на Boeing 737.
- Второй пилот — 41-летний Харвино (индон. Harvino), индонезиец. Опытный пилот, проработал в авиакомпании Lion Air 6 лет и 11 месяцев (с 31 октября 2011 года). Налетал 5174 часа, 4286 из них на Boeing 737.

В салоне самолёта работали 6 стюардесс:
- Синтия Мелина (индон. Shintia Melina),
- Читра Н. Анггелия (индон. Citra N. Anggelia),
- Альвиани Х. Солиха (индон. Alviani H. Solikha),
- Дамаянти Симармата (индон. Damayanti Simarmata),
- Мэри Юлианда (индон. Mery Yulianda),
- Дэни Маула (индон. Deny Maula).

| Гражданство | Пассажиры | Экипаж | Всего |
| ----------- | --------- | ------ | ----- |
| Индонезия   | 180       | 7      | 187   |
| Индия       | 0         | 1      | 1     |
| Италия      | 1         | 0      | 1     |
| Всего       | 181       | 8      | 189   |

Среди пассажиров на борту самолёта находились:
- 20 работников Министерства Финансов Индонезии[10],
- 10 работников из Совета по аудиту Индонезии,
- 2 работника из Агентства по надзору за финансами и развитием Индонезии,
- 7 работников Регионального народного представительства Банка-Белитунг[11],
- 3 адвоката и 3 судьи[12].
- Андреа Манфреди[англ.], профессиональный велосипедист.

## Хронология событий

Графики высоты и скорости рейса 610

Рейс JT-610 вылетел из Джакарты в 06:20 WIB, на его борту находились 8 членов экипажа и 181 пассажир (178 взрослых и 3 ребёнка, в том числе 1 младенец). Согласно плану полёта, рейс 610 должен был прибыть в Панкалпинанг в 07:20 WIB; продолжительность полёта — 1 час.
Прежде чем выйти на прямой маршрут в северо-восточном направлении, самолёт взлетел на запад и, удерживая северо-восточное направление, достиг максимальной высоты (около 1500 метров). Но затем лайнер сделал несколько скачков высоты и через 11 минут после взлёта (в 06:31 WIB) метка рейса JT-610 исчезла с экранов радаров около побережья острова Ява.
Поисково-спасательная операция была развёрнута Национальным агентством по поиску и спасению людей (BNPP) при поддержке ВВС Индонезии. BNPP отправила на место катастрофы 150 человек на водном и воздушном транспорте. Моряки, проплывавшие около места катастрофы, впоследствии сообщили, что видели момент падения самолёта и обнаружили обломки в 07:15 утра.
Представитель BNPP официально признал, что самолёт рухнул в Яванское море и все 189 человек на его борту погибли. К 30 октября водолазы обнаружили 10 тел (в том числе 1 младенца), а также обломки самолёта. Поиски бортовых самописцев проводились с помощью водных сканеров, оба самописца были найдены 1 ноября.

## Расследование
Генеральный директор авиакомпании Lion Air Эдвард Сираит (индон. Edward Sirait) сообщил, что технические неисправности самолёта, о которых сообщалось перед полётом, были устранены в соответствии с инструкциями по техническому обслуживанию, выданными компанией «Boeing».
Механики аэропорта Джакарты заявили, что самолёт был полностью исправен перед полётом, но при этом, возможно, был неисправен датчик воздушной скорости в кабине экипажа.
7 ноября 2018 года компания «Boeing» сообщила, что ошибочные данные в системе предупреждения сваливания (MCAS, «Maneuvering characteristics augmentation system») на самолётах модификации Boeing 737 MAX могут привести к резкому переходу в пикирование. Предупреждение об этом компания «Boeing» направила всем авиакомпаниям, эксплуатирующим самолёты этой модификации.
Окончательный отчёт расследования, которое проводил Национальный комитет по безопасности на транспорте (NTSC), был опубликован 25 октября 2019 года.

## Культурные аспекты
Катастрофа рейса 610 Lion Air показана в 21-м сезоне канадского документального телесериала Расследования авиакатастроф в серии Под запретом: Boeing MAX 8.